# Höhlen von Tyron
Die befestigten Höhlen von Tyron (frz.: Cave de Tyron, latein.: Cavea de Tyrum, Canan Turoriis, arabisch تيرون نيحا, DMG Tīrūn Nīḥā oder قلعة نيحا / Qalʿat Nīḥā, alt-arabisch: شقيف تيرون / Šaqīf Tīrūn) waren eine Kreuzfahrerburg im heutigen Libanon.

## Lage
Die Anlage liegt im Distrikt Chouf etwa 16 Kilometer östlich von Sidon auf einer Anhöhe westlich des Litani.
Die Anlage war als Höhlenburg mit Sicht Richtung Sidon in einigen hundert Metern Höhe in den Berghang getrieben. Sie war nur über einen schmalen, kaum einen Meter breiten Gebirgspfad zugänglich. Obwohl meist nur von einer kleinen fränkischen Garnison besetzt war sie nur schwer einzunehmen. Die bis heute erhaltenen in den Felsen geschnittenen Räume der Anlage beherbergten neben einer Kapelle auch große Getreidesilos, die der Burgbesatzung ermöglichten auch längeren Blockaden zu trotzen. Bei klarem Wetter hatte die Burgbesatzung einen weiten Ausblick auf die Gegend zwischen Tyrus und Beirut.

## Geschichte
Die Gegend war um 1110 von den Kreuzfahrern erobert und dem Königreich Jerusalem hinzugefügt worden. Vermutlich übernahmen die Kreuzfahrer eine bestehende Höhlenbefestigung, die sie in der Folgezeit ausbauten.
Die befestigten Höhlen von Tyron waren eine wichtige Festung innerhalb der Herrschaft Schuf, die um 1170 als eigenständiger Untervasall aus der Herrschaft Sidon herausgelöst wurde.
Obwohl die schwer zugängliche Anlage eigentlich für uneinnehmbar gehalten wurde, wechselte sie relativ häufig den Besitzer. So fiel sie 1133 erstmals wieder an die Muslime unter Ismail, dem Herrn von Damaskus. Von den Kreuzfahrern um 1140 zurückerobert wurde sie erneut 1165 von Nur ad-Dins Kommandeur Schirkuh eingenommen. Zwischen 1182 und 1187 erlangten die Kreuzfahrer die Höhlen zurück. In der Folgezeit waren sie erneut in muslimische Hände gefallen, als die Kreuzfahrer 1240 die Festung im Rahmen des Kreuzzugs der Barone friedlich von as-Salih Ismail von Damaskus zurückerhielten. Aus der Folgezeit sind auch die Namen der Burgherren Andreas von Schuf und seines Nachfolgers Johann von Schuf überliefert.
1257 verkaufte Graf Julian von Sidon die Burg und Herrschaft dem Deutschen Orden. 1260, nachdem Sidon von den Mongolen zerstört worden war, gaben die Kreuzfahrer die Höhlen von Tyron auf und zogen sich aus der Gegend zurück.
1936 wurden die Höhlen archäologisch untersucht.